# مقاطعة إسرائيل في الألعاب الرياضية
مقاطعة إسرائيل في الألعاب الرياضية، هي ظاهرة مكررة ومرتبطة بالصراع العربي الإسرائيلي ودعم القضية الفلسطينية، وربطت الأزمة السياسية بالألعاب الرياضية المختلفة، بحيث يمتنع اللاعبون الذين ينتمون للدول العربية وبعض الدول الإسلامية وحتى الأجنبية من اللعب والمنافسة مع الرياضيين الإسرائيليين، ويُرى بأن الرياضة التي تُمارس في إسرائيل لا يمكن اعتبارها مجرد الرياضة، بل هي أداة تستعملها سلطات الإسرائيلية لتحقيق أهدافها السياسية والأيديولوجية، التي كان وما زال التمييز ضد أصحاب الأرض من الفلسطينيين أبرز مظاهرها وتجلياتها. ينظر الإعلام العربي والاتحادات الرياضية العربية وبعض الدول الإسلامية بأن المنافسة مع الرياضيين الإسرائيليين هي نوع من التطبيع المباشر مع إسرائيل؛ ففي دورة الألعاب الآسيوية سنة 1974م في العاصمة الإيرانية طهران، وبالتحديد في الدور الثاني، رفضت جميع المنتخبات المشاركة، منتخب كوريا الشمالية والمنتخب الكويتي اللعب مع المنتخب الإسرائيلي في الدور الثاني من المجموعة الثانية لرياضة كرة القدم، مما أجبر الفيفا على تحديد موعد مباراة فاصلة بين إسرائيل وويلز لضمان عدم تأهل الفريق الإسرائيلي دون لعب مباراة واحدة على الأقل ولكن إسرائيل خسرت.

## نبذة تاريخية
منذ اعلان قيام ما تسمى دولة إسرائيل بدعم غربي، هددت الدول العربية بمقاطعة الألعاب الأولمبية عام 1948 إذا رُفِع العلم الإسرائيلي في حفل الافتتاح، فيما استبعدت اللجنة الأولمبية الدولية إسرائيل من الألعاب لأسباب فنية. وكان اتحاد إسرائيل لكرة القدم كان عضوا في الاتحاد الآسيوي لكرة القدم، منتميا إلى الفيفا، في الفترة بين عامي 1954 و 1974. وبسبب مقاطعة جامعة الدول العربية لإسرائيل، رفضت عدة دول عربية وإسلامية التنافس ضد إسرائيل. بلغ الوضع السياسي ذروته بعد فوز إسرائيل بمرحلة تصفيات كأس العالم 1958 لآسيا وأفريقيا دون لعب مباراة واحدة، مما أجبر الفيفا على تحديد موعد مباراة فاصلة بين إسرائيل وويلز لضمان عدم تأهل الفريق الإسرائيلي دون لعب مباراة واحدة على الأقل (فاز وقتها منتخب ويلز).في عام 1974، تم طرد إسرائيل من مجموعة الاتحاد الآسيوي بقرار من الكويت، والذي تبناه الاتحاد الآسيوي لكرة القدم بأغلبية 17 صوتًا مقابل 13 مع امتناع 6 أعضاء عن التصويت. للالتفاف على الحظر، تم قبول إسرائيل كعضو منتسب في اتحاد الاتحادات الأوروبية لكرة القدم (UEFA) في عام 1992، وتم قبولها كعضو كامل في مجموعة UEFA في عام 1994. دعا أنصار حركة المقاطعة وسحب الاستثمارات (BDS) إلى طرد إسرائيل أو على الأقل تعليق عضويتها في الفيفا، ولكن دون جدوى.

## أمثلة في الألعاب الرياضية

### الفترة (1960 - 1974)

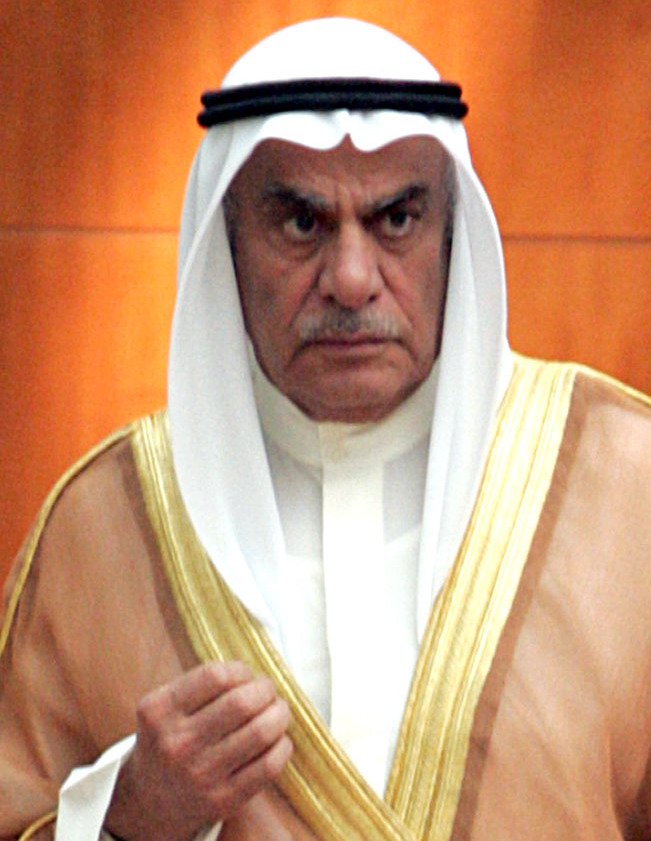
رئيس الاتحاد الكويتي لكرة القدم السابق أحمد السعدون

استضافت اندونيسيا الدورة الرابعة من دورة الألعاب الآسيوية 1962، واستبعاد إسرائيل من المشاركة، تضامنًا مع الدول العربية والإسلامية، ورفض مسؤولو الهجرة الإندونيسيون إصدار تأشيرات دخول للوفود الإسرائيلية. نتيجة لذلك، تم تعليق عضوية إندونيسيا من اللجنة الأولمبية الدولية، وتم استبعادها لاحقًا من الألعاب الأولمبية الصيفية لعام 1964. وردت إندونيسيا على هذه العقوبة باستضافة ألعاب القوى الناشئة الجديدة في عام 1963.
بات المنتخب الإسرائيلي مشاركاً ثابتاً في جميع المباريات التمهيديّة للمونديال، واشترك في مباريات كأس آسيا والألعاب الأولمبيّة. وحلّ منتخب الكيان الصهيوني وصيفاً لبطولة آسيا في مناسبتين 1956 و1960 كما حَمل لقب البطولة مرّة واحدة عام 1964. تَوالت الأيّام وزادت الاعتراضات من الدّول العربيّة على منتخب الكيان الصهيوني وأندِيته، ومطالبتها الاتحاد الآسيوي لكرة القدم بعدم السماح لهم بالمشاركة آسيوياً، على اعتبار أنّ القوانين الدوليّة تَمنع مشاركة منتخب أو أندية تمثّل سلطة احتلال لدولة أخرى. وفي عام 1970 رفض نادي هومنتمن بيروت مواجهة فريق هابويل تل أبيب ضمن بطولة دوري أبطال آسيا.
وفي كأس العالم 1970، أعلنت لجنة الفيفا تقسيم الفرق المُتأهله إلى أربع «مجموعات جغرافية»، والتي أخذت من ضمنها الاعتبارات السياسية؛ بحيث ضمن النظام عدم تعارض إسرائيل والمغرب مع بعضهما البعض بعد أن هدد المغرب في وقت سابق بالانسحاب من البطولة، كما فعلوا من بطولة كرة القدم الأولمبية قبل عامين، إذا كان هذا هو الحال.
في عام 1971، تأهل نادي آليات الشرطة العراقي ومكابي حيفا الإسرائيلي لنهائي بطولة الأندية الآسيوية 1971، فانسحب نادي الشرطة من المباراة ونزل لأرضية الملعب في بانكوك التايلندية، رافعين علم فلسطين وليهدي البطولة للنادي الصهيوني. وبسبب ذلك جاءت فكرة طرد "إسرائيل" من الاتحاد الآسيوي، بمبادرة رئيس الاتحاد الكويتي لكرة القدم حينها، أحمد السعدون، الذي بدأ نهاية الستينات حملة لدعوة كافة الدول العربية الآسيوية للانضمام إلى الاتحاد الآسيوي لكرة القدم من أجل تشكيل موقف موحد ضد "إسرائيل". ومع انضمام البحرين والعراق والأردن وسوريا وقطر والإمارات إلى الاتحاد، جاء الطلب الرسمي من الاتحاد الكويتي إلى الاتحاد الآسيوي من أجل طرد الاتحاد الإسرائيلي خلال الألعاب الآسيوية عام 1974، ورفضت الدول العربية وباكستان والصين وكوريا الشمالية اللعب مع إسرائيل في التنس والمبارزة وكرة السلة وكرة القدم. وكانت هذه آخر مرة شاركت فيها إسرائيل في دورة الألعاب الآسيوية، حيث جُمِّدت عضويتها حتى إشعاراً آخر.

### الفترة (1975 - إلى الآن)
أقيمت أولمبياد الشطرنج عام 1976 في مدينة حيفا من طرف إسرائيل، مما أثار الجدل، ولم تعترف عدة دول بإسرائيل، مثل الاتحاد السوفيتي والدول العربية، وقاطع الفريق السوفيتي البطولة احتجاجًا على مكان الإقامة، كما فعلت جميع الدول التابعة للاتحاد السوفيتي في أوروبا الشرقية والدول العربية الأعضاء في الاتحاد، وعلى أثرها أقيمت أولمبياد شطرنج بديلة في مدينة طرابلس الليبية.
في عام 2007، تم سحب الجنسية البحرينية من العداء مشير سالم جوهر، لاعب ماراثون من مواليد كينيا، بسبب مشاركته في ماراثون طبريا في إسرائيل، ولكنه وفي وقت لاحق من ذلك العام، استعاد الجنسية البحرينية وعاد ليتنافس ثانية في ماراثون طبريا في الأعوام 2008 و 2009 و 2010.
في عام 2009، تزايدت حملات المقاطعة ضد الرياضيين الإسرائيليين. فبعد مجزرة غزة التي اسفرت عن مقتل 1285 فلسطينيا وأصابة اللوف وتدمير معظم المنشأت في القطاع، مُنعت الإسرائيلية شاهار بير من الحصول على تأشيرة دخول للمشاركة في بطولة في دبي للتنس، الأمر الذي أطلق حملة علاقات إسرائيلية ضد دبي. بدأ الأمر بإطلاق نجوم مثل سيرينا ويليامز وآندي روديك تصريحات تنتقد قرار السلطات في دبي، وانسحاب روديك لاحقًا من البطولة. لتتوالى الضغوطات على دبي من خلال إلغاء شبكة الكابل تغطيتها للحدث وفرض غرامة كبيرة على سلطات التنس في دبي. لاحقا، أصدرت الإمارات العربية المتحدة تأشيرة دخول للاعب التنس الإسرائيلي آندي رام للمنافسة في ذلك العام. طلب نشطاء المقاطعة في نيوزيلندا من بير أن يستجيب لنداء المقاطعة وألا يشارك في بطولات نيوزيلندا المحلية، لكن بير رفضهم علنًا ورحب المسؤولون بمشاركة بير.
وبالتزامن مع أحداث مجازر غزة، قررت سلطات التنس في مدينة مالمو بالسويد إلغاء مباراة في كأس ديفيس بين إسرائيل والسويد بسبب الاحتجاجات المناهضة لإسرائيل حيث كان مجلس المدينة قرر أن لا يسمح للمنتخب الإسرائيلي باللعب على أرض المدينة. لم تكن إسرائيل على استعداد لقبول الموقف السويدي وضغطت على الاتحاد السويدي بذريعة أن هذا سيقضي على حظوظ السويد في المنافسة، فقرر الاتحاد منع المشجعين من دخول المباراة بدلاً من ذلك، وفازت إسرائيل على السويد وقتها بفوز 3-2. وكعقوبة، مُنعت المدينة من استضافة مباريات كأس ديفيز لمدة خمس سنوات وغُرمت آلاف الدولارات.

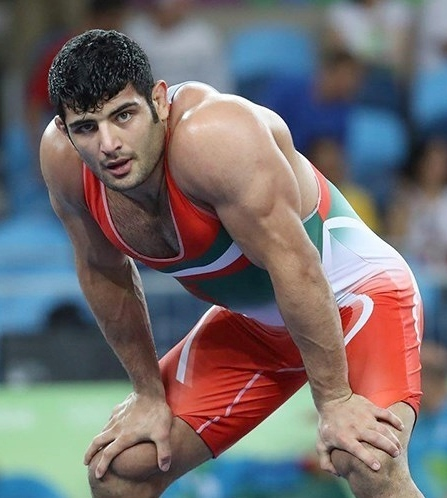
تعمد المصارع الإيراني علي رضا كريمي الخسارة لكي يتجنب مواجهة منافسه الإسرائيلي في بطولة العالم تحت 23 عاما للمصارعة الحرة في بولندا.

سبق لأنصار حركة المقاطعة محاولة منع الفرق الإسرائيلية من المشاركة في أولمبياد لندن 2012 وأولمبياد ريو 2016 ولكنهم فشلوا بذلك. في أولمبياد ريو 2016، أثار إسلام الشهابي، اللاعب المصري، غضب مساندي الصهيونية بعد رفضه مصافحة الجودو الإسرائيلي، أور ساسون.
على الرغم من الاضطهاد الذي تمارسه إسرائيل ضد العرب والفلسطينيين، إلا أنه يوجد من الرياضيين العرب داخل إسرائيل من انضموا إلى الفرق الرياضية الإسرائيلية المحلية والفرق الدولية، بما في ذلك منتخب إسرائيل لكرة القدم. ومن هؤلاء رفعت الترك ونجوان غريب ووليد بادر وسليم طعمة وعباس صوان وغيرهم. وكان جوهر أبو لاشين من عرب 48، من مواليد الناصرة، قد مثّل إسرائيل وفاز ببطولة منظمة الملاكمة الدولية.
في أكتوبر 2017، عندما فاز الإسرائيلي تال فليكر بالميدالية الذهبية في بطولة دولية للجودو في الإمارات العربية المتحدة، رفض المسؤولون رفع العلم الإسرائيلي أو عزف النشيد الوطني الإسرائيلي، وبدلاً من ذلك عزفوا الموسيقى الرسمية للاتحاد الدولي للجودو (IJF) وتم رفع شعار الاتحاد. كما منعت الإمارات العربية المتحدة الرياضيين الإسرائيليين من ارتداء رموز بلادهم على الزي الرسمي، وطالبوهم بارتداء زي الاتحاد الدولي للجولف. تلقى المتسابقون الآخرون مثل جيلي كوهين معاملة مماثلة. في ديسمبر 2017، رفضت السعودية منح سبعة تأشيرات دخول لإسرائيليين بهدف المشاركة في بطولة دولية للشطرنج. في أكتوبر 2018، عكست الإمارات موقفها بالسماح برفع العلم الإسرائيلي وتم عزف النشيد عندما فاز لاعب الجودو الإسرائيلي ساغي موكي بميدالية ذهبية.
في 24 مايو 2018، أعلن فريق من الحقوقيين الدوليين، بمن فيهم الأستاذ بجامعة هارفارد آلان ديرشويتز، عن تقديم التماس إلى محكمة التحكيم الدولية للرياضة ضد ظاهرة استبعاد علم إسرائيل ونشيدها الوطني في الأحداث الرياضية في الدول العربية. في يوليو 2018، ألغى الاتحاد الدولي للجودو حدثين من البطولات الأربع الكبرى للجودو، في تونس وأبو ظبي، لأنه لم يُسمح برفع الأعلام الإسرائيلية. وفي يوليو 2018 أيضًا، قال الاتحاد العالمي للشطرنج إنه سيمنع تونس من استضافة مسابقة الشطرنج الدولية في عام 2019 إذا لم تمنح تأشيرة دخول للمتسابقين الإسرائيليين، بما في ذلك لاعبة إسرائيلية تبلغ من العمر سبع سنوات.
في يونيو 2018، ألغت الأرجنتين مباراة ودية لكرة القدم كانت مقررة مع إسرائيل. حيث كان من المقرر أن تُقام اللعبة في حيفا، ولكن تم نقلها من قبل سلطات الاحتلال إلى مدينة القدس المحتلة. رأى الفلسطينيون في ذلك تسييسًا للمباراة. نفت وزيرة الثقافة الإسرائيلية ميري ريغيف أن تكون الخطوة سياسية، لكنها تباهت بها خلال احتفالات الذكرى السبعين لإسرائيل. تزايد الضغط الدولي على الأرجنتين لإلغاء المباراة، بقيادة حملة المقاطعة والاتحاد الفلسطيني لكرة القدم. كما تم توجيه تهديدات ضد لاعبين أرجنتينيين. وألغيت المباراة بتبرير رسمي من الأرجنتين مفاده أن السبب كان أمنيا. أعلنت حملة مقاطعة BDS والاتحاد الفلسطيني لكرة القدم فوزهما، وشكرت مجموعة الحملات Avaaz الأرجنتين على «قرارها الأخلاقي الشجاع». قال المهاجم الأرجنتيني جونزالو هيغواين إنهم «فعلوا الشيء الصحيح أخيرًا»، بينما قال وزير الخارجية الأرجنتيني خورخي فوري إنه يعتقد أن لاعبي كرة القدم في بلاده «لم يكونوا راغبين بخوض المباراة»، لكنه قارن أيضًا التهديدات التي تلقاها لاعبو منتخب بلاده بأنها «تجاوزت ما كانت تقوم به داعش». ورد وزير الدفاع الإسرائيلي أفيغدور ليبرمان على إلغاء المباراة من خلال وصف حملة المقاطعة بأنها «مجموعة من مؤيدي الإرهاب المعادين للسامية» وادعى أن الأرجنتينيين لا يمكنهم «تحمل ضغط المحرضين الكارهين لإسرائيل». ألقى وزير الثقافة ريجيف باللوم على التهديدات على ليونيل ميسي في إلغاء المباراة الودية.
في 24 أغسطس 2018، تم تغريم رئيس الاتحاد الفلسطيني لكرة القدم جبريل الرجوب مبلغ 20 ألف فرنك سويسري (20333 دولارًا أمريكيًا) ومنع من حضور مباريات الفيفا لمدة عام بتهمة التحريض على الكراهية والعنف ضد فريق أرجنتيني كان يقترح لعب مباراة ودية في إسرائيل.
في 18 يناير 2019، دعت إسرائيل اللجنة البارالمبية الدولية لتعديل برنامج بطولة العالم للسباحة لذوي الاحتياجات الخاصة المقرر إجراؤها في ماليزيا في يوليو 2019 لأنها رفضت السماح للإسرائيليين بالمشاركة. بعد 10 أيام، أكدت اللجنة أنه وبسبب تصرفات ماليزيا فيما يتعلق بعدم إصدار التأشيرات الإسرائيلية، سيتم سحب البطولة من ماليزيا ونقلها إلى مكان آخر. قال مجلس إدارة اللجنة إن ماليزيا «فشلت في تقديم الضمانات اللازمة بأن السباحين الإسرائيليين سيمكنهم أن يشاركوا، دون تمييز، وبأمان في البطولات»، بما في ذلك الامتثال الكامل لبروتوكولات اللجنة المتعلقة بالأناشيد الوطنية والأعلام. وعلى النقيض من ذلك، في مارس 2019 عُزف النشيد الوطني الإسرائيلي في قطر بعد فوز لاعب الجمباز الإسرائيلي ألكسندر شاتيلوف بالميدالية الذهبية في تمرين الأرضية خلال سلسلة كأس العالم للجمباز.
في آب / أغسطس 2019، رفض لاعب الجودو الإيراني سعيد مولاي الانسحاب من مباراة في بطولة العالم للجودو 2019 في طوكيو، الأمر الذي كان سيتطلب منه، لو فاز، منافسة لاعب الجودو الإسرائيلي ساغي موكي في النهائي. على الرغم من خسارته، وبالتالي لم يكن بحاجة إلى منافسة الإسرائيلي، إلا أن مولاي أدعى أنه يخشى العودة إلى بلاده وطلب اللجوء السياسي في ألمانيا. بعد انتهاء المبارايات، أوقف الاتحاد الدولي للجودو (IJF) إيران من المنافسة في أي مسابقة جودو مستقبلية. وفي وقت لاحق، رفض لاعب الجودو المصري محمد عبد العال مصافحة الإسرائيلي ساغي موكي في نفس البطولة.
في أكتوبر 2019، رفض مراهقان إيرانيان اللعب مع الإسرائيليين في بطولة شطرنج. في 17 نوفمبر 2019، تم عزف النشيد الوطني الإسرائيلي ورفع العلم الإسرائيلي في أبو ظبي عندما فاز ألون ليفيف البالغ من العمر 17 عامًا بالميدالية الذهبية في فئة الناشئين في بطولة العالم للجوجوتسو. في ديسمبر 2019، تقدم علي رضا فيروزجا، ثاني أفضل لاعب شطرنج في العالم، بطلب للتخلي عن جنسيته الإيرانية بسبب إدعائه بوجود ضغوط على الرياضيين الإيرانيين للتخلي عن مباريات مع منافس إسرائيلي، وهو ثاني شخصية رياضية إيرانية في الأشهر الأخيرة تفعل ذلك.
في تشرين الثاني (نوفمبر) 2020، حذر الاتحاد الدولي للشطرنج (FIDE) الاتحاد الإيراني للشطرنج (ICF) من أنه قد يواجه حظراً دولياً وشيكاً لرفضه المستمر السماح للاعبي الشطرنج الإيرانيين بمنافسة نظرائهم الإسرائيليين.
في يوليو 2021، انسحب لاعب الجودو الجزائري فتحي نورين من أولمبياد طوكيو 2020 بدلا من مواجهة منافس إسرائيلي. قرر الاتحاد الدولي للجودو إيقاف نورين ومدربه مؤقتا.
في عام 2021، دشن عشرات الناشطين بالعديد من دول العالم حملة ضغط واسعة ضد «بوما»، للضغط عليها من أجل وقف رعايتها للإإتحاد الإسرائيلي لكرة القدم. وغرد الناشطون على وسم " BoycottPuma# " بمقاطع مصورة للمظاهرات المنددة برعاية شركة «بوما» (PUMA) لاتحاد كرة القدم الإسرائيلي في العديد من الدول، مثل إنجلترا وألمانيا وأيرلندا وإيطاليا والنرويج وفرنسا وغيرها. ورفع المشاركون الأعلام الفلسطينية ولافتات تدعو لمقاطعة شركة الألعاب الرياضية، واصفين إياها بالشركة الداعمة لدولة «الأبرتهايد».
في ديسمبر 2021، وعلى هامش كأس العرب، عمد لاعبون عرب إلى طمس علم إسرائيل من على قمصانهم في مباراة استعراضية بين نجوم كرة القدم العربية والعالمية أُقيمت على هامش البطولة في ملعب الثمامة في الدوحة. كما انسحب الثلاثي الجزائري رفيق حليش ورفيق صايفي ورابح ماجر من المباراة التي واجهت اعتراضات واتهامات بالتطبيع بسبب مشاركة المدرب الإسرائيلي أفرام غرانت.

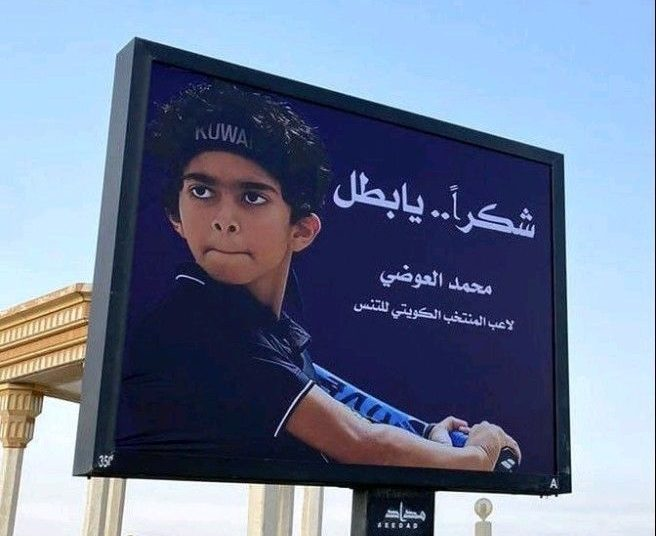
انتشار لوحات ضخمة في شوارع الكويت للاعب محمد العوضي، في إشادة واسعة من نشطاء الكويتيين وعرب لانسحابه من مواجهة لاعب إسرائيلي في الدور نصف النهائي من البطولة الدولية للمحترفين تحت سن 14 سنة المقامة في دبي.

في يناير 2022، احتفت منصات كويتية ونشطاء بصور توثق انتشار لوحات شكر في شوارع الكويت للاعب الكويتي الناشئ محمد العوضي، تقديرا له بعد انسحابه من مواجهة لاعب إسرائيلي في البطولة الدولية للمحترفين تحت سن 14 عاما التي أقيمت بدبي.
في مونديال قطر 2022، سبقها انخرط الإعلام الإسرائيلي في الحملة التي شنَّتها وسائل الإعلام الغربية على الدوحة بينما كانت تضع لمساتها الأخيرة على الحدث العالمي. وأظهر الصحفيون الإسرائيليون تعاطفا كبيرا مع ضحايا "التمييز القطري" المزعومين، وأسِفوا للطريق الطويل الذي يجب على قطر قطعه خصوصا في مجال الحريات الفردية. بيد أن الخطاب الإسرائيلي تغيَّر تدريجيا نحو كأس العالم وقطر بعد أن رعت "الفيفا" اتفاقا بين الدوحة وتل أبيب يضمن حضور مواطني دولة الاحتلال من حاملي تذاكر المباريات إلى المونديال العربي. وتكاثرت التقارير الصحفية التي ترمي إلى أن قطار التطبيع السياسي وصل إلى الدوحة أو يكاد، فاستبشر الإسرائيليون خيرا بالدخول إلى قطر عبر بوابة كرة القدم الأكبر (كأس العالم). بيد أن النتيجة على الأرض لم تكن كما كان مرجوا، فقد واجه المراسلون الصحفيون الإسرائيليون مواقف محرجة كثيرة بعد أن قاطعهم العديد من المشجعين العرب وغير العرب، فيما صرخ آخرون في غير ما مرة "تحيا فلسطين"، في حين رفضت الدوحة توسيع الحضور الدبلوماسي الإسرائيلي تحت ذريعة المونديال.
في عام 2023، أصدر الفيفا بيانا رسميا بسحب تنظيم كأس العالم للشباب تحت 20 عاما من إندونيسيا، وذلك عقب احتجاجات انطلقت في إندونيسيا مضمونها الرفض الإندونيسي السياسي والشعبي لحضور منتخب إسرائيل إلى البلاد، وبعد توجيه حاكم جزيرة بالي الإندونيسية خطابا إلى وزير الشباب والرياضة في بلاده، يرفض فيه حضور الفريق الإسرائيلي للمشاركة في منافسات كأس العالم لكرة القدم.
وفي أغسطس 2023، استقال عددٌ من أعضاء مجلس إدارة فريق الوحدات الأردني، بدعوى أن مباراته مع شباب الأهلي الإماراتي تنطوي على تطبيع مع إسرائيل، ولكون الفريق الإماراتي قد لعب مع فرق إسرائيلية، ولمشاركة اللاعب مؤنس دبور ضمن الفريق الإماراتي، بعدما كان قد لعب، طيلة سنوات، ضمن المنتخب الإسرائيلي لكرة القدم، ومثّله في مسابقات مختلفة. وفي نفس الفترة، أوقفت السلطات الإيرانية نشاط لاعب رفع الأثقال مصطفى رجائي مدى الحياة بعد مصافحته رياضيا إسرائيليا خلال بطولة في بولندا وإقالة رئيس وفد المسابقة.
وفي يونيو 2025، رفض الاتحاد الأردني لكرة السلة مواجهة منتخب بلاده للشباب منافسه الإسرائيلي في بطولة كأس العالم للشباب المقامة في سويسرا، ووجه كتابا إلى الاتحاد الدولي لكرة السلة (فيبا) لإبلاغه بهذا الرفض والانسحاب رسميا من المباراة.

## المقاطعة الرياضية الفردية /الجماعية لإسرائيل
منذ نشأت إسرائيل، والرياضيون الإسرائيليون المتنافسون في البطولات يواجهون بالمقاطعة من قبل الرياضيين من الدول الإسلامية (إيران بشكل أساسي) والعربية.

### إيران
بخلاف فترة شاه إيران محمد رضا بهلوي والذي سمح المنافسين الإيرانيين باللعب مع إسرائيل، فإيران بعد الثورة الإيرانية سنة 1979م، بدأت بمقاطعة الرياضيين الإسرائيليين الذين يرغبون منافسة ممثلي الأندية والمنتخبات الإيرانية:
| التاريخ        | اسم الرياضي المنسحب                   | اسم الرياضي الإسرائيلي              | الرياضة          | الحدث                                               | التبرير الرسمي للانسحاب | المصدر        |
| -------------- | ------------------------------------- | ----------------------------------- | ---------------- | --------------------------------------------------- | --- | ------------- |
| 17 فبراير 2001 | حامد مالك محمدي                       | يوئيل رازفوزوف                      | جودو             | 2001 بطولة العالم للجودو                            | | [ 53 ]        |
| 15 أغسطس 2004  | آرش مير إسماعيلي                      | إيهود ووكس                          | جودو             | 2004 دورة الالعاب الاولمبية الصيفية                 | بادر آرش مير إسماعيلي إلى زيادة وزنه أكثر من المستوى المطلوب لأجل أن لا ينازل إيهود ووكس، وقبل ذلك نشرت مجلة سبورتس إليسترايتد الأمريكية تقريراً افادت فيه أنّ مير إسماعيلي كان مرشحاً لنيل الميدالية الذهبية في هذه المنافسات، لكنه تخلى عن ذلك بعد أن رفض مواجهة إيهود ووكس “الإسرائيلي”. وفيما بعد أعلن هذا الرياضي أنّه فعل ذلك دفاعاً عن الشعب الفلسطيني المضطهد. | [ 55 ]        |
| 22 يونيو 2003  | منتخب إيران الوطني الخماسي لكرة القدم | منتخب إسرائيل لكرة القدم الخماسي    | كرة القدم        | 2003 دورة الالعاب الاولمبية الصيفية العالمية الخاصة | | [ 56 ]        |
| 4 أغسطس 2005   | منتخب إيران لكرة السلة تحت 21 سنة     | منتخب إسرائيل لكرة السلة تحت 21 سنة | كرة السلة        | بطولة العالم لكرة السلة تحت 21 سنة                  | قضايا مرتبطة بالتأشيرات | [ 57 ]        |
| 28 يناير 2007  | أحمد كسنفندي (حكم)                    | غال يكوتيل                          | جودو             | 2007 بطولة الجودو المفتوحة في تبليسي                | | [ 58 ]        |
| 18 سبتمبر 2007 | مهدي محمدي                            | ايليا شفران                         | مصارعة الهواة    | بطولة العالم للمصارعة 2007                          | | [ 59 ]        |
| 10 أغسطس 2008  | محمد علي رضائي                        | توم بئيري                           | سباحة            | دورة الالعاب الاولمبية الصيفية 2008                 | عسر الهضم | [ 60 ]        |
| 28 يوليو 2009  | محمد علي رضائي                        | مايكل مالول                         | سباحة            | بطولة العالم للألعاب المائية 2009                   | | [ 61 ]        |
| 30 سبتمبر 2009 | محمد حسين إبراهيمي                    | تومر أور                            | مبارزة السلاح    | بطولة العالم للمبارزة 2009                          | | [ 62 ]        |
| 1 أكتوبر 2009  | علي فدجا                              | سلافا زنجرمان                       | مبارزة السلاح    | بطولة العالم للمبارزة 2009                          | الانسحاب من المنافسة بأكملها | [ 62 ] [ 63 ] |
| 1 أكتوبر 2009  | محمد مهزبانة                          | تومر هودوروف                        | كرة المضرب       | 2009 كينيا فيوتشرز F1                               | | [ 64 ]        |
| 4 أبريل 2010   | منتخب شباب إيران للكرة الطائرة        | منتخب شباب إسرائيل للكرة الطائرة    | كرة الطائرة      | بطولة 2010 الدولية للكرة الطائرة بوردينوني          | | [ 65 ]        |
| 10 أبريل 2010  | ميسم باقري                            | موتي لوغاسي                         | تايكوندو         | بطولة بلجيكا المفتوحة من الدرجة الأولى 2010         | | [ 66 ]        |
| 28 أبريل 2010  | منتخب إيران لتنس الطاولة رجال         | منتخب إسرائيل لتنس الطاولة رجال     | كرة الطاولة      | 2011 بطولة لوكسمبورغ لتنس الطاولة                   | | [ 67 ]        |
| 21 مايو 2010   | علي شاه حسيني                         | ميشا زيلبيرمان                      | الريشة الطائرة   | 2010 بطولة اسبانيا المفتوحة                         | | [ 68 ]        |
| 15 أغسطس 2010  | محمد سليماني                          | جيلي هايموفيتز                      | تايكوندو         | دورة الالعاب الاولمبية الصيفية للشباب 2010          | | [ 69 ]        |
| 4 نوفمبر 2010  | حامد صياد الغنبري                     | ماور هاتويل                         | مبارزة السلاح    | بطولة العالم للمبارزة 2010                          | | [ 70 ]        |
| 4 نوفمبر 2010  | محمد حسين إبراهيمي                    | كوبي هاتويل                         | مبارزة السلاح    | بطولة العالم للمبارزة 2010                          | | [ 70 ]        |
| 5 نوفمبر 2010  | حامد صداقاتي                          | ايدو هيربي                          | مبارزة السلاح    | بطولة العالم للمبارزة 2010                          | | [ 71 ]        |
| 5 نوفمبر 2010  | صادق عبيدي                            | غريغوري بيسكين                      | مبارزة السلاح    | بطولة العالم للمبارزة 2010                          | | [ 71 ]        |
| 24 يوليو 2011  | محمد رضائي                            | غال نيفو                            | سباحة            | بطولة العالم للألعاب المائية 2011                   | الإرهاق | [ 72 ]        |
| 20 أغسطس 2011  | منتخب إيران للكرة الطائرة رجال        | منتخب إسرائيل للكرة الطائرة رجال    | كرة الطائرة      | بطولة الجامعات الصيفية 2011                         | | [ 73 ]        |
| 11 سبتمبر 2011 | قاسم رضائي                            | روبرت أفانيسيان                     | مصارعة الهواة    | بطولة العالم للمصارعة 2011                          | | [ 74 ]        |
| 18 سبتمبر 2011 | جواد محجوب                            | أور ساسون                           | جودو             | كأس العالم طشقند 2011                               | | [ 75 ]        |
| 10 أكتوبر 2011 | شيرفين تولوي                          | اورن باسال                          | مبارزة السلاح    | بطولة العالم للمبارزة 2011                          | | [ 76 ]        |
| 5 نوفمبر 2011  | كافيه محرابي                          | ميشا زيلبيرمان                      | الريشة الطائرة   | 2011 تحدي بورتوريكو الدولي                          | | [ 77 ]        |
| 21 يوليو 2015  | صابر هوشمند / عباس بوراسغاري          | شون فيجا / ارييل هيلمان             | كرة طائرة شاطئية | 2015 جولة FIVB العالمية للكرة الطائرة الشاطئية      | الإصابة | [ 78 ]        |
| 27 يناير 2017  | ماجد حسنيني                           | جوناثان جيلر                        | كاراتيه          | 2021 باريس المفتوحة - دوري الكاراتيه الممتاز        | "ما هو في غاية الأهمية لكل رياضي إيراني هو معتقداته بالإضافة إلى دعمه للأمة الفلسطينية الأعزل" | [بحاجة لمصدر] |
| 25 نوفمبر 2017 | علي رضا كريمي                         | أوري كلاشنيكوف                      | مصارعة           | بطولة العالم للمصارعة تحت 23 سنة 2017               | خسر المباراة السابقة بناء على تعليمات من المدرب. | [ 79 ]        |
| 2 أكتوبر 2018  | حسين فافائي                           | إيدن شراف                           | سنوكر            | 2018 بطولة الماستر الأوروبية                        | | [ 80 ]        |
| 10 ديسمبر 2018 | حسين فافائي                           | إيدن شراف                           | سنوكر            | 2018 اسكتلندا المفتوحة                              | | [ 80 ]        |
| 19 أبريل 2019  | علي رضا فيروزجا                       | أو برونشتاين                        | شطرنج            | بطولة جرينكي المفتوحة للشطرنج                       | | [ 81 ]        |
| 22 مارس 2022   | فريق إيران                            |                                     | هوكي الجليد      | بطولة العالم للسيدات 2022 IIHF القسم الثالث         | |               |
| 15 سبتمبر 2022 | أمير يزداني                           | جوش فينسيلفر                        | مصارعة           | بطولة العالم للمصارعة 2022                          | |               |
| 26 ديسمبر 2022 | بارديا دانشفار وبويا إيداني           | بوريس جلفاند                        | شطرنج            | بطولة العالم للشطرنج السريع 2022                    | | [ 82 ]        |
| مايو 2023      | خديجة رضائي                           |                                     | جوجوتسو          | بطولة العالم للجوجوتسو (جورجيا)                     | | [ 54 ]        |
| مايو 2023      | بهارة اميني                           |                                     | جوجوتسو          | بطولة العالم للجوجوتسو (جورجيا)                     | | [ 54 ]        |

### اماكن أخرى
| التاريخ        | الدولة    | اسم الرياضي المنسحب                        | اسم الرياضي الإسرائيلي            | الرياضة                               | الحدث                                                       | التبرير الرسمي للانسحاب | المصدر          |
| -------------- | --------- | ------------------------------------------ | --------------------------------- | ------------------------------------- | ----------------------------------------------------------- | --- | --------------- |
| 26 يوليو 2001  | تونس      | صادوق خلقي                                 | ارييل زئيفى                       | جودو                                  | 2001 بطولة العالم للجودو                                    | | [ 83 ]          |
| 6 يوليو 2006   | إندونيسيا | فريق كأس الاتحاد الإندونيسي                | فريق كأس الاتحاد الإسرائيلي       | كرة المضرب                            | كأس فيد 2006                                                | | [ 84 ]          |
| 19 يوليو 2007  | الكويت    | محمد الغريب                                | أمير وينتروب                      | كرة المضرب                            | 2007 تحدي توجلياتي                                          | مشاكل في المعدة | [ 85 ]          |
| 15 أغسطس 2008  | سوريا     | بيان جمعة                                  | أنيا جوستوملسكي                   | سباحة                                 | الألعاب الأولمبية الصيفية 2008                              | | [ 86 ]          |
| 7 فبراير 2010  | الكويت    | منتخب الكويت الوطني للسباحة رجال           | منتخب إسرائيل الوطني للسباحة رجال | بلياردو                               | 2010 بطولة هانوفر العالمية لفريق أ                          | تسمم غذائي لأربعة لاعبين | [ 87 ]          |
| 5 مايو 2011    | الجزائر   | زكريا شنوف                                 | آدم ساجر                          | تايكوندو                              | بطولة العالم للتايكوندو 2011                                | | [ 88 ]          |
| 1 أكتوبر 2011  | الجزائر   | مريم موسى                                  | شاهار ليفي                        | جودو                                  | كأس العالم للسيدات روما 2011                                | | [ 89 ]          |
| 1 أكتوبر 2011  | الجزائر   | عبد المالك رحو                             | أرتيم مسلي                        | ملاكمة                                | بطولة العالم للملاكمة للهواة 2011                           | | [ 89 ]          |
| 18 أكتوبر 2013 | تونس      | مالك الجزيري                               | أمير وينتروب                      | كرة المضرب                            | 2013 تحدي طشقند                                             | | [ 90 ]          |
| 7 أغسطس 2016   | السعودية  | جود فهمي                                   | كريستيان ليجينتيل / جيلي كوهين    | جودو                                  | الألعاب الأولمبية الصيفية 2016                              | إصابات متتالية في ذراعها وساقها أثناء التدريب؛ انسحبت من المباراة مع كريستيان ليجينتيل من موريشيوس فتجنبت المباراة مع جيلي كوهين في الدور المقبل. | [ 91 ]          |
| 28 يناير 2019  | الكويت    | عبدالله العنجري                            | إيتان سيري ليفي                   | جيو جيتسو برازيلية                    | 2019 بطولة لوس أنجلوس الدولية للجوجيتسو المفتوحة            | | [ 93 ]          |
| فبراير 2019    | لبنان     | ناصيف إلياس                                | لي كوتشمان                        | جودو                                  | باريس جراند سلام 2019                                       | | [ 94 ]          |
| فبراير 2019    | لبنان     | عزالدين فرج                                |                                   | تايكوندو                              | بطولة أوروبا للناشئين 2019                                  | | [ 94 ]          |
| مارس 2019      | لبنان     | بسام صفدية                                 |                                   | كرة الطاولة                           | 2019 بطولة البحر الأبيض المتوسط لتنس الطاولة تحت 15 سنة     | | [ 94 ]          |
| 25 سبتمبر 2019 | لبنان     | دومينيك أبونادر                            | أوري كلاشنيكوف                    | مصارعة الهواة                         | بطولات العالم للمصارعة 2019                                 | | [ 95 ]          |
| نوفمبر 2019    | الأردن    | محمد عيد                                   | أمير أسعد                         | كيك بوكسينغ                           | 2019 بطولة الكيك بوكسينغ الدولية التركية المفتوحة           | | [ 96 ]          |
| 3 يونيو 2021   | الأردن    | أسامة أبو جامع                             | شموئيل بن عسور                    | كرة الطاولة                           | 2021 بطولة العالم لتنس الطاولة بسلوفينيا                    | | [ 97 ]          |
| يوليو 2021     | الجزائر   | فتحي نورين                                 | بطبول طاهار                       | جودو                                  | الجودو في دورة الألعاب الأولمبية الصيفية 2020 - 73 كغم رجال | انسحب من الدور السابق لتجنب المنافسة ضد الإسرائيلي كما فعل من قبل في بطولة العالم للجودو 2019 في طوكيو ضد بطبول أيضًا.                             | [ 98 ] [ 99 ]   |
| يوليو 2021     | السودان   | محمد عبد الرسول                            | بطبول طاهار                       | جودو                                  | الجودو في دورة الألعاب الأولمبية الصيفية 2020 - 73 كغم رجال | لم يحضر مباراته دون إبداء الأسباب | [ 100 ]         |
| أغسطس 2021     | لبنان     | عبد الله منياتو                            |                                   | فنون القتال المختلطة                  | بطولة العالم للفنون القتالية المختلطة (بلغاريا)             | | [ 101 ] [ 102 ] |
| مارس 2022      | الكويت    | عبد الرزاق البغلي                          |                                   | رياضات مائية                          | بطولة موتوسيرف الدولية (أبو ظبي)                            | | [ 103 ]         |
| أبريل 2022     | الكويت    | محمد الفضلي                                |                                   | المبارزة                              | بطولة العالم للمبارزة                                       | | [ 104 ]         |
| مايو 2022      | الكويت    | بدر الهاجري                                |                                   | شطرنج                                 | بطولة صن واي للشطرنج                                        | | [ 105 ]         |
| 20 يوليو 2022  | عُمان      | فريق الجامعة الوطنية العمانية لكرة الصالات |                                   | كرة الصالات                           |                                                             | | [ 25 ]          |
| 11 أغسطس 2022  | العراق    | ناصر مهدي محمد المهدي                      |                                   | تنس الكراسي المتحركة                  |                                                             | | [ 5 ]           |
| 18 أغسطس 2022  | لبنان     | شربل ابو ضاهر                              |                                   | فنون القتال المختلطة                  |                                                             | | [ 3 ]           |
| 30 مارس 2023   | لبنان     | مازن شريم                                  |                                   | سباق 200 متر في بطولة العالم للأساتذة |                                                             | | [ 106 ]         |
| أبريل 2023     | الكويت    | محمد الفضلي (للمرة الثانية)                |                                   | المبارزة                              | بطولة العالم للمبارزة للناشئين (بلغاريا)                    | | [ 107 ]         |
| أبريل 2023     | الكويت    | أحمد عوض                                   |                                   | المبارزة                              | بطولة العالم للمبارزة للناشئين (بلغاريا)                    | | [ 107 ]         |
| مايو 2023      | العراق    | منتخب العراق لسباقات الفردي                |                                   |                                       | بطولة العالم للمبارزة                                       | | [ 108 ]         |